# Kino Scala

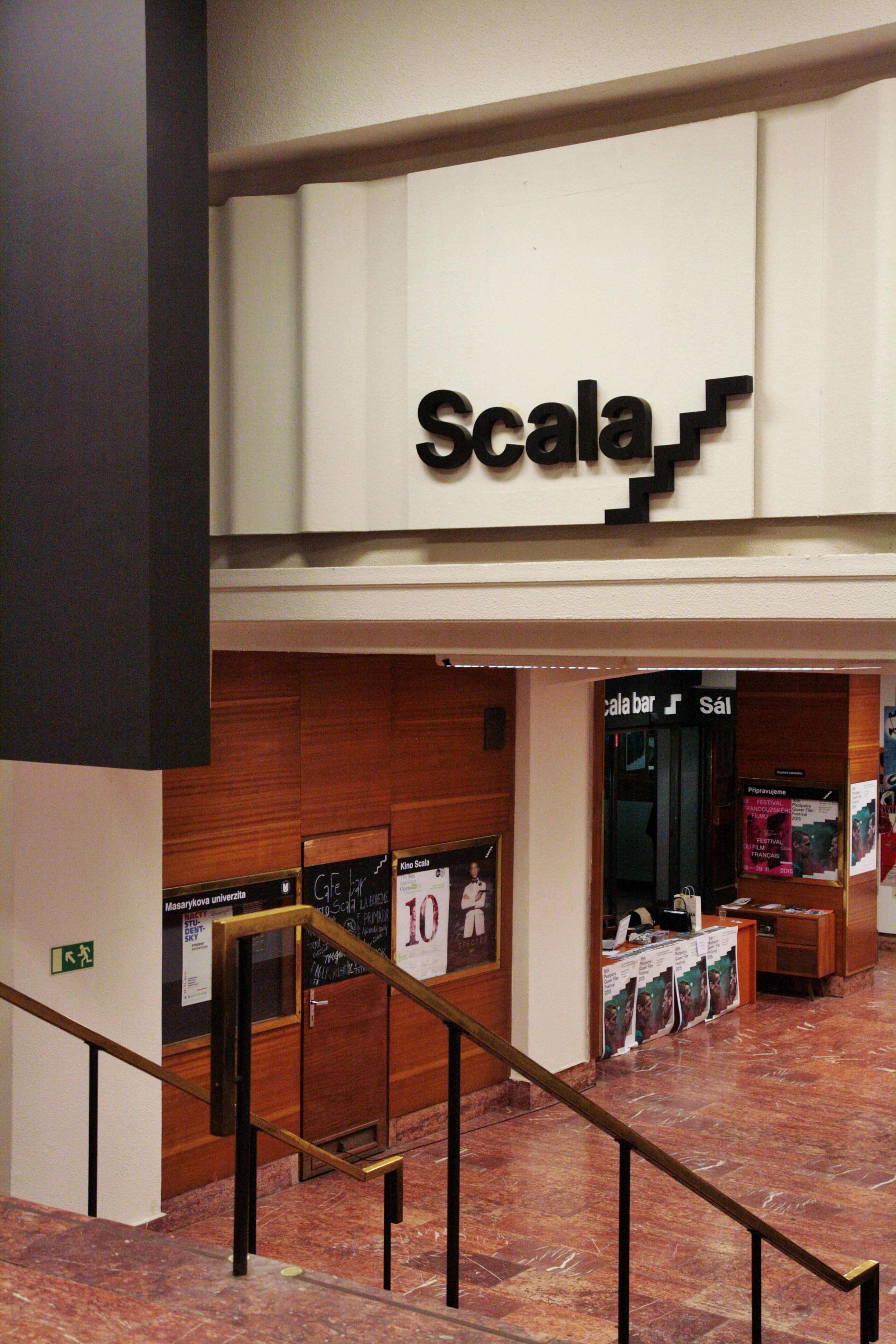
Logo ve vstupním schodišti kina

Kino Scala je jednosálové kino v Brně. Nachází se na Moravském náměstí v podzemí domu číslo popisné 127, číslo orientační 3, v městské části Brno-střed a v části Brno-město. V provozu je od roku 1929. V průběhu doby vystřídalo také názvy Bio Dopz a Kino Moskva. Od podzimu 2013 jej jako první univerzitní kino v Česku provozuje Masarykova univerzita ve spolupráci se společností Aeropolis. Kromě běžných filmových projekcí sloužilo také jako reprezentační, přednáškový a konferenční sál pro akademické účely. Od roku 2023 je kvůli statickým problémům hlavní sál uzavřen, nadále zde provizorně funguje malé kino ve foyer.

## Historie

### Bio Dopz (1929–1935)
První kočovné kinematografy se v Brně objevovaly od roku 1896 a první stálé kino bylo otevřeno v roce 1907. Počátek kina Scala však sahá až do období o 20 let později, kdy už ve městě fungovala kina Centrál (jako první z roku 1907), Edison (1908), Varieté (pozdější Divadlo Radost), Oránia (1911), Lidový biograf (1911) a další. Scala vznikla v nově zbudovaném moderním paláci DOPZ, který byl vystavěn na Moravském (tehdy Lažanského) náměstí patrně v letech 1927–1928.
DOPZ byla zkratka z Družstva obchodních a průmyslových zaměstnanců (celým názvem Stavební a obchodní družstvo zaměstnanců obchodu a průmyslu, zapsaná společnost s ručením omezeným), které od září 1927 vlastnilo celou budovu. Odtud také pochází prvotní pojmenování Bio Dopz. Provozovatelem kina však nebylo družstvo, tím byl Masarykův fond na podporu studentstva vysokých škol na Moravě a ve Slezsku. Fond požádal o licenci k provozování kinematografického podniku už 11. července 1922 a od 28. prosince 1923 ji získal pro provozování kina Bristol na Křenové ulici, a to s platností do konce roku 1926. Se získáním prostor kina však byly těžkosti, a tak fond hledal další místa – kino Universum v Lidické (tehdy Nové) ulici či sál v novostavbě Nový domov v Gorkého (Folkensteinerově) ulici – až mu licence prošla. V dubnu 1927 získal příslib nové licence a v červnu 1928 nabídku DOPZ k provozování kina v jeho paláci mezi Moravským a Jakubským náměstím. Dne 24. září 1928 tedy fond požádal o licenci a po tahanicích se zemským úřadem získal 27. prosince 1929 povolení k předběžnému provozování a 6. března 1930 plnohodnotnou licenci. Zatímco fond řešil licenci, místnosti kina si zajistila firma Kraus a spol., a tak byla mezi nimi 20. prosince 1929 uzavřena smlouva s platností do konce roku 1935, podle níž firma zařídila a na své riziko provozovala kino s licencí fondu, jemuž odváděla 8% podíl z hrubých příjmů. Fond pak ještě ze svého čistého výnosu odváděl 40 % trojici spolků.
Kino zahájilo svůj provoz 28. prosince 1929 premiérovou projekcí zvukového filmu Bílé stíny (White Shadows in the South Seas), amerického romantického filmu oceněného Oscarem za nejlepší kameru. Vedoucím kina byl v té době Rudolf Valenta, jehož od roku 1930 nahradil Rudolf Urban. Vstupné bylo od 3 do 7 korun. Ačkoli celkový výtěžek není znám, fondu připadl v letech 1930–1932 roční podíl 189 077, 160 642 a 121 782 korun.

### Kino Scala (1935–1948)
K 3. prosinci 1935 bylo kino z obchodních důvodů přejmenováno na Scala. V té době pomalu končila licence a když fond v únoru 1936 požádal o její prodloužení, zemský úřad žádost 31. března zamítnul a požadoval ukončení provozu do konce roku 1936. V říjnu 1937 úřad udělil licenci pro kino Scala spolku „Jubilejní ozdravovna policejního ředitelství v Brně“. Ten získával od provozující firmy Kraus 5,5 % z čistých tržeb, což v letech 1937–1938 činilo ročně 85 075, resp. 82 832 korun, přičemž 2 % musel odvádět dalším spolkům.
Pak do osudu kina vstoupila německá okupace. Mimo jiné byl zrušen příspěvek odváděný Masarykovu fondu a nahrazen odvodem pro Nationalsozialistische Volkswohlfahrt (NSV). Dne 4. prosince 1941 koupila domy od DOPZ Pražská městská pojišťovna a 14. července 1942 se nájemci místností a vlastníky kina stali Fritz Lord a Josef Veselý. Ti už 2. června 1941 požádali o licenci, kterou získali 7. dubna 1944. S příchodem válečné fronty 15. dubna 1945 bylo kino nuceno přerušit provoz. Budova spolu se sousedními v průběhu bojů vyhořela, podzemní kino však zůstalo neporušeno. Po nejnutnější opravě vstupu od 9. května 1945 znovu zahájilo provizorní promítání a po úpravě vestibulu od 2. června obnovilo běžný provoz filmem Martina Friče Druhá směna.

### Kino Moskva (1948–1991)

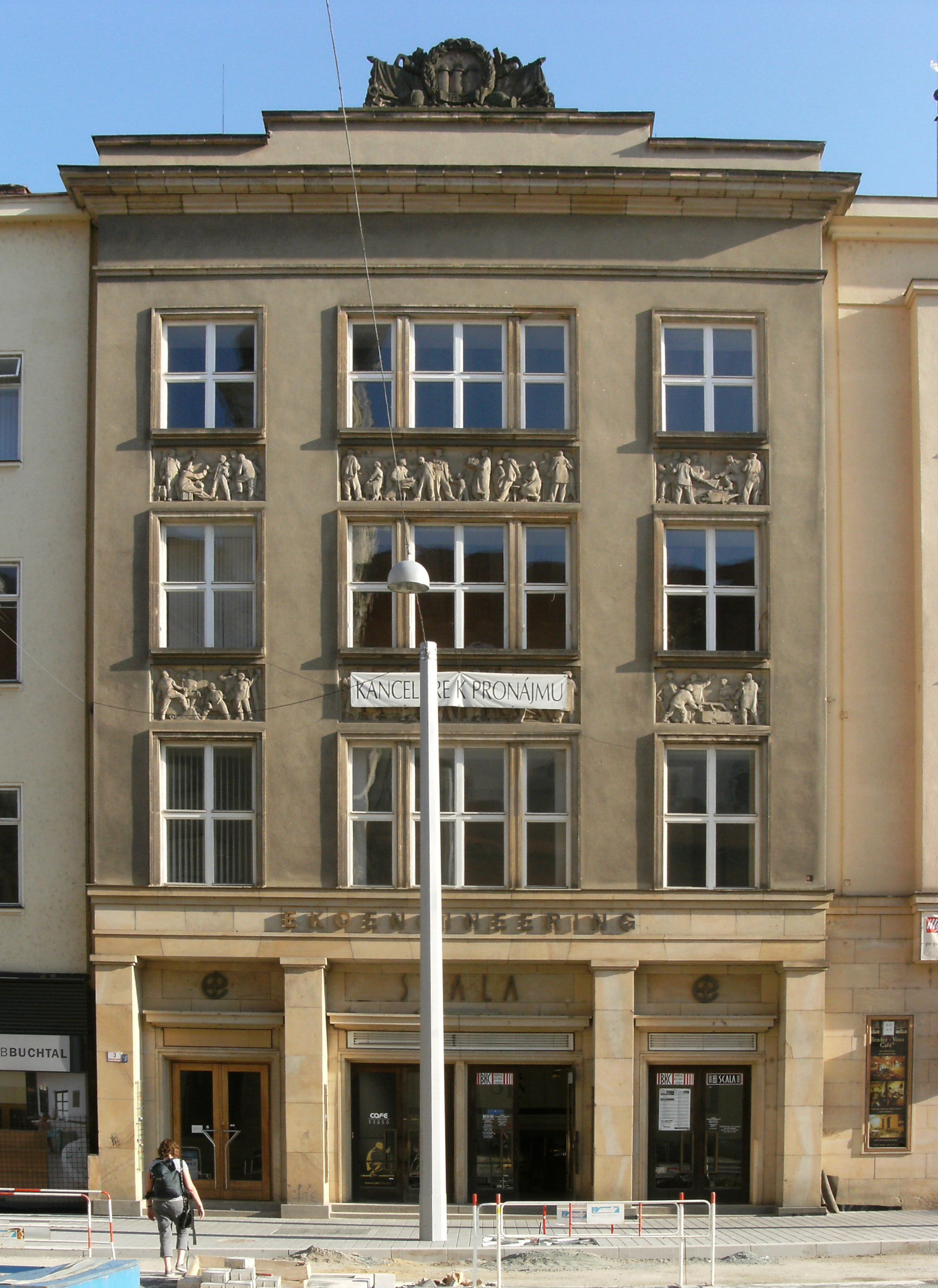
Průčelí budovy, někdejšího Hutního projektu (při rekonstrukci náměstí r. 2010)

Dekretem z 11. srpna 1945 byl zestátněn veškerý filmový průmysl, výroba i distribuce, včetně všech kin. Zastřešujícím orgánem se stal Československý státní film. Od 25. září 1946 bylo dosavadní Lažanského náměstí přejmenováno na náměstí Rudé armády a posléze tento trend následovalo i samo kino, když 15. října 1948 dostalo název Moskva. V první polovině 50. let proběhla stavební adaptace vyhořelé budovy i sousedních domů, někdejší palác DOPZ nahradila honosná socialistickorealistická stavba Hutního projektu od brněnského architekta Lubora Laciny.
Vládním nařízením z 16. ledna 1957 došlo v zemi k převedení správy kin na národní výbory. V Brně vznikla Správa městských kin s prvním ředitelem Antonínem Kaláškem, která od Krajského filmového podniku v Brně převzala všech zdejších 29 kin, včetně Moskvy. Právě v roce 1957 došlo také k přestavbě samotného kina, přičemž byl od 16. června přerušen provoz, aby byl znovu obnoven 21. listopadu téhož roku, a to projekcí francouzsko-italského dramatu Nejlepší část (La Meilleure part) s Gérardem Philipem v hlavní roli.
V krátkém, asi ročním období od 21. srpna 1968 bylo pojmenování změněno zpět na kino Scala, avšak po 26. září 1969 je opět uváděno jako Moskva.
V letech 1971–1973 proběhla generální rekonstrukce kina. Autorem návrhu interiérů kina včetně zařizovacích prvků, svítidel, kazetových obkladů a originálního nábytku byl brněnský architekt a designér Jaroslav Šmídek. Vybavení kinosálu bylo upraveno pro projekci 70mm filmů a plastický zvuk.[zdroj?] Slavnostní zahájení v nových podmínkách proběhlo 22. listopadu 1973 – pro zvané hosty byl promítán film režiséra Alexeje Saltykova Sibiřanka (Сибирячка), běžné veřejné projekce započaly následujícího dne. V 80. letech byla Moskva prémiovým kinem, spolu s dalšími biografy ve středu města: Družbou, Prahou, Jaltou a Úderkou. Zároveň bylo po předchozí rekonstrukci nejlépe vybaveným kinem v Brně.

### Kino Scala (1991–2011)

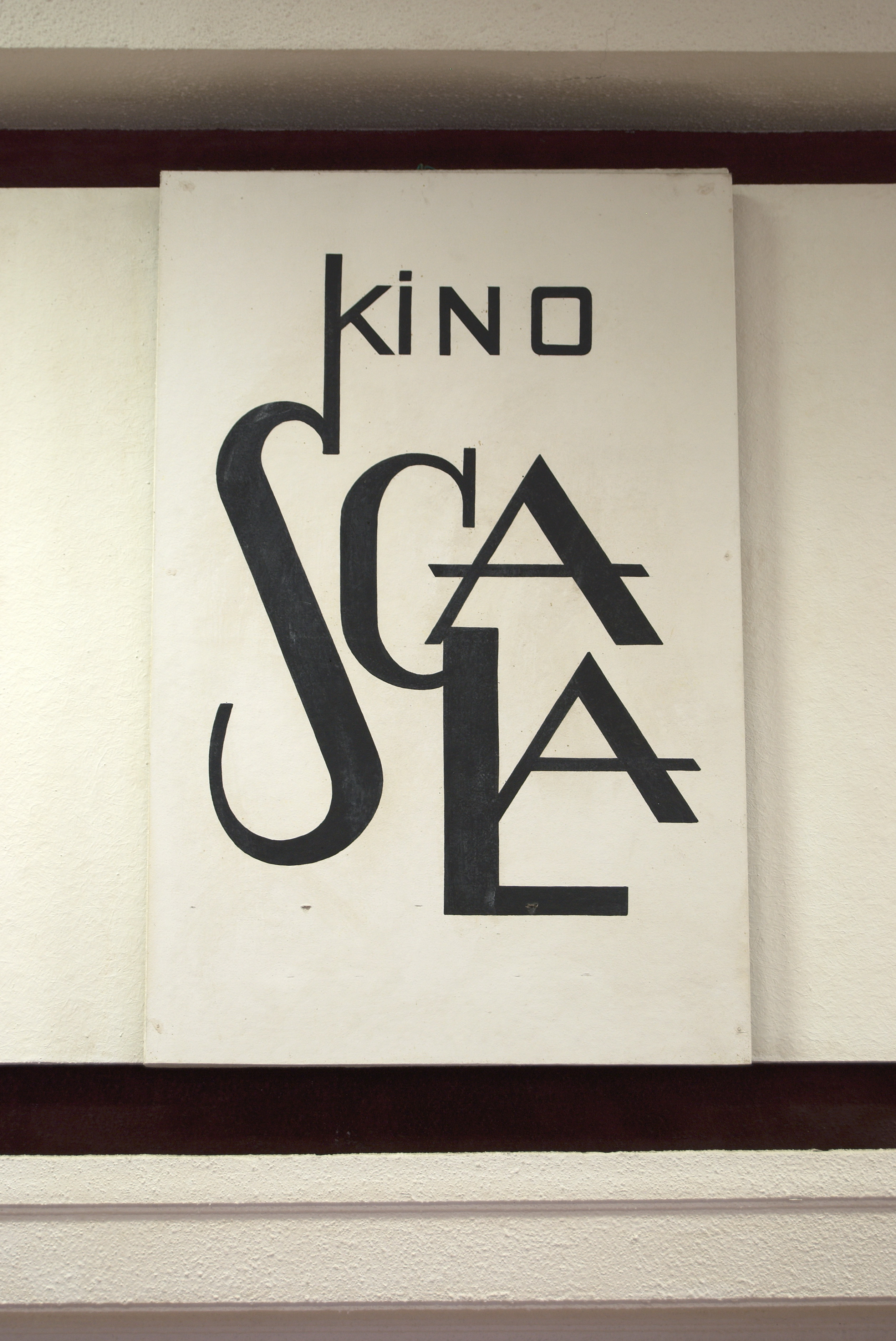
Dřívější logo nad vstupním schodištěm (před přerušením provozu v roce 2011)

Po sametové revoluci, od roku 1991 bylo kinu vráceno dřívější jméno Scala. Téhož roku vzniklo Kulturní a informační centrum města Brna (KIC), jež bylo v listopadu 1994 organizačně spojeno se Správou městských kin, a Scala tak přešla s platností od 1. ledna 1995 pod jeho řízení. V říjnu 1999 bylo v brněnském nákupním centru Olympia otevřeno první multikino, po pražské Galaxii druhé v Česku a první odpovídající evropským standardům. Scala byla v tom roce sedmým nejnavštěvovanějším kinem v republice s 99 tisíci diváků, Olympia ji však již o jednu příčku předstihla se 120 tisíci. V září 2001 bylo otevřeno druhé brněnské multikino Velký Špalíček, v průběhu následujících pěti let postupně zanikala jednosálová kina a Scala zůstala jedním z posledních v Brně, spolu s Artem a Lucernou. Provozovatel městských kin v lednu 2006 podal podnět k Úřadu pro ochranu hospodářské soutěže proti upřednostňování multiplexových kin filmovými distributory, neuspěl však.
V té době již bylo oním provozovatelem Brněnské kulturní centrum (BKC), tedy od roku 2005 přejmenované KIC. Návštěvnost velkokapacitní Scaly za prvních 10 měsíců roku 2009 již poklesla pod 16 tisíc diváků, což bylo 24×, resp. 30× méně než v obou brněnských multiplexech a dokonce méně než v menším kině Art. Kromě méně atraktivní dramaturgie a přístupu filmových distributorů hovořil vedoucí městských kin Daniel Zásměta o nutnosti rozsáhlých investic do rekonstrukce kina, které však blokoval mnohaletý městem vedený spor o určení vlastníka budovy. V letech 2009–2010 navíc probíhala celková rekonstrukce Moravského náměstí, která dále dočasně snížila atraktivitu lokality. V roce 2010 navštěvovalo Scalu průměrně 37 diváků, celkově 27 713.
Dne 21. června 2011 schválilo Zastupitelstvo města Brna změnu zřizovací listiny provozujícího BKC, které se přejmenovalo na Turistické informační centrum a spolu s tím změnilo i těžiště své činnosti od kultury k cestovnímu ruchu a marketingu. Zatímco kino Art prodělalo modernizaci a digitalizaci, Scalu se město rozhodlo uzavřít, 5. října schválila Rada města Brna záměr ukončit jeho činnost k 31. prosinci 2011. Poslední veřejnou projekcí se stal 21. prosince 2011 kanadský koprodukční film Pan Nikdo (Mr. Nobody), následující dopoledne proběhlo už jen promítání pro školy.

### Univerzitní kino Scala (2013–)

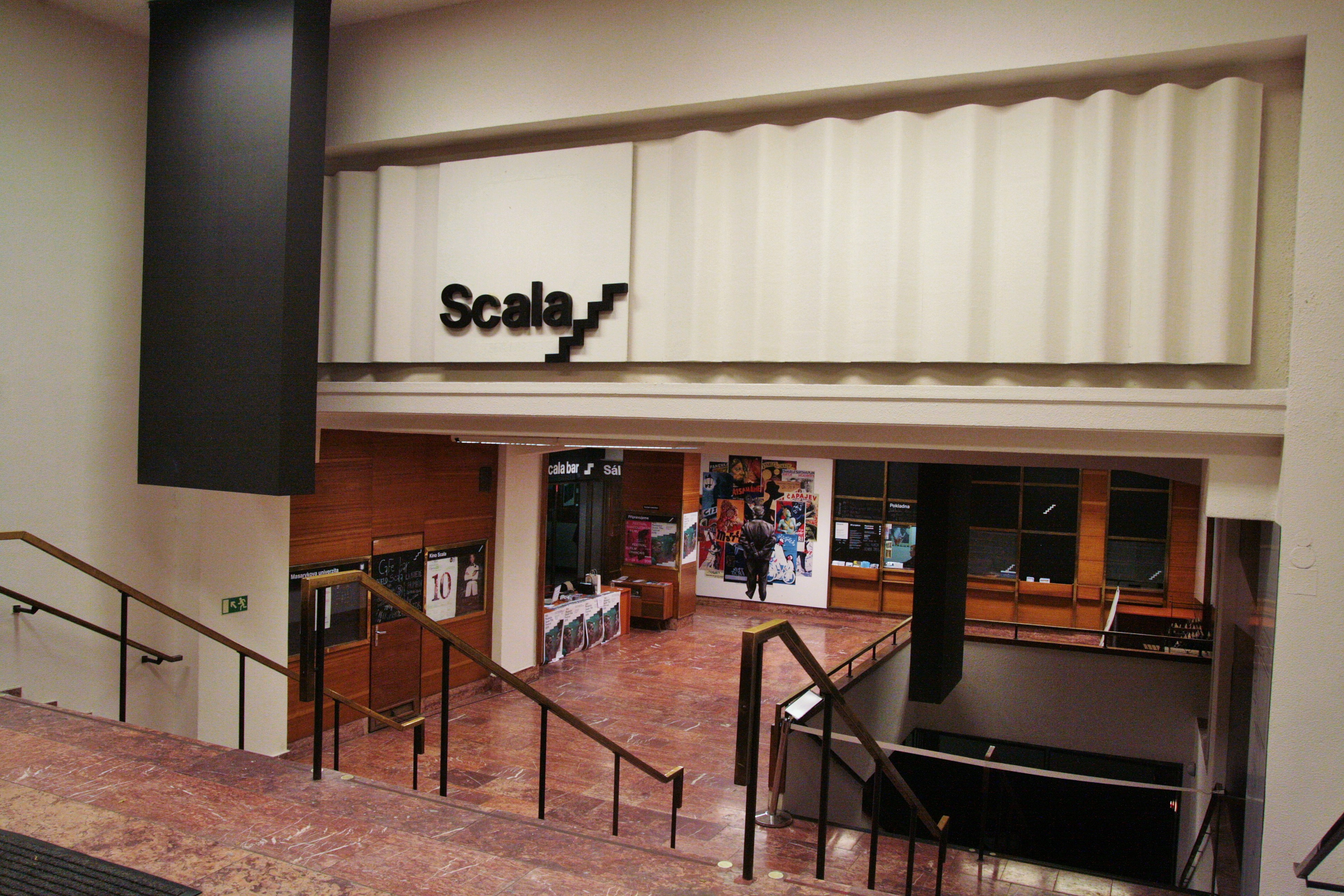
Vstupní schodiště v podobě z roku 2015

Proti uzavření protestovali akademici z Ústavu filmu a audiovizuální kultury Filozofické fakulty Masarykovy univerzity a vznikla petice za zachování kina. Město ještě před vypsáním případného výběrového řízení nabídlo Masarykově univerzitě kino k pronájmu za symbolickou jednu korunu ročně a univerzita o tuto možnost projevila zájem. V březnu 2012 svůj zájem potvrdila a oznámila, že má partnera, s nímž by kino mohla provozovat. Jednání však probíhala dál, Rada města Brna schválila 27. března 2013 teze připravované smlouvy a 17. dubna souhlasila s dlouhodobým pronájmem na 30 let za 1,8 milionu korun ročně.
Základní úpravy kina před obnovením provozu byly dokončeny koncem září 2013 a spolu s následnou digitalizací projekčního zařízení měly stát zhruba 12 milionů korun. Opravy zaplatilo město Brno a peníze od univerzity vybíralo formou nájemného. Partnerem pro univerzitu, který měl zajišťovat celoroční filmové produkce, se stala společnost Aeropolis, která již měla zkušenosti s provozem artových kin v Praze (Bio Oko, Kino Aero...) a Hradci Králové (Bio Central). Mimoto sama univerzita začala kino využívat k akademickým účelům, jako přednáškový a konferenční sál či místo k promocím a imatrikulacím. Provoz pro veřejnost kino zahájilo 14. října 2013 slavnostní projekcí ojedinělého interaktivního filmového projektu Kinoautomat: Člověk a jeho dům.
Od 20. září 2016 bylo ohlášeno otevření prodejních prostor ve foyer kina, v nové vestavbě vedle pokladny. Obchod nazvaný Univerzitní shop Scalanterie byl určen k prodeji propagačních předmětů Masarykovy univerzity nebo kina Scala, knih z nakladatelství Munipress a sortimentu pro filmové fanoušky.
Od září 2023 funguje kino v provizorním provozu, neboť bylo zjištěno statické poškození stropu sálu kina. Zpočátku byly projekce pořádány v kavárně umístěné v budově, v září 2024 vzniklo ve spodním foyer Scaly alternativní kino Scalka pro 50 diváků.

## Prostory a vybavení
Kino vzniklo jako součást víceúčelového paláce DOPZ, který koncem 20. let 20. století kromě kancelářských místností družstva zahrnoval také velký konferenční, taneční či divadelní sál v přízemí, kavárnu Biber v prvním a druhém poschodí a vlastní biograf v suterénu.
Podzemní umístění představovalo v počátcích potíže, neboť nejnižší bod hlediště byl více než 7 metrů pod úrovní chodníku v místě hlavního vchodu z Moravského (tehdy Lažanského) náměstí, zatímco ministerské nařízení dovolovalo jen 6 metrů. Zemská správa proto nejprve 31. října 1928 zamítla žádost o licenci. V nové žádosti byl proto zvolen za hlavní vchod z níže položeného Jakubského náměstí, díky čemuž se relativní hloubka zmenšila na 5,77 metru. Při kolaudaci byl také určen počet sedadel: 562 v přízemí a 238 na balkoně, celkem tedy 800, což bylo maximum dané ministerským nařízením pro podzemní kina. Již při úpravách v roce 1931 bylo povoleno nové uspořádání hlediště, kdy zrušením postranních lóží vzniklo na balkoně 304 míst a v přízemí bylo dalších 702, celkem tedy 1 006 míst. Ještě v květnu téhož roku došlo k další drobné změně s výslednými čísly 700 + 312 míst, čímž kapacita dosáhla 1 012 diváků. Co do počtu sedadel bylo Bio Dopz největším v Brně. V červnu 1932 byla dosavadní čekárna upravena na kuřácký salónek a za čekárnu nadále sloužil foyer.

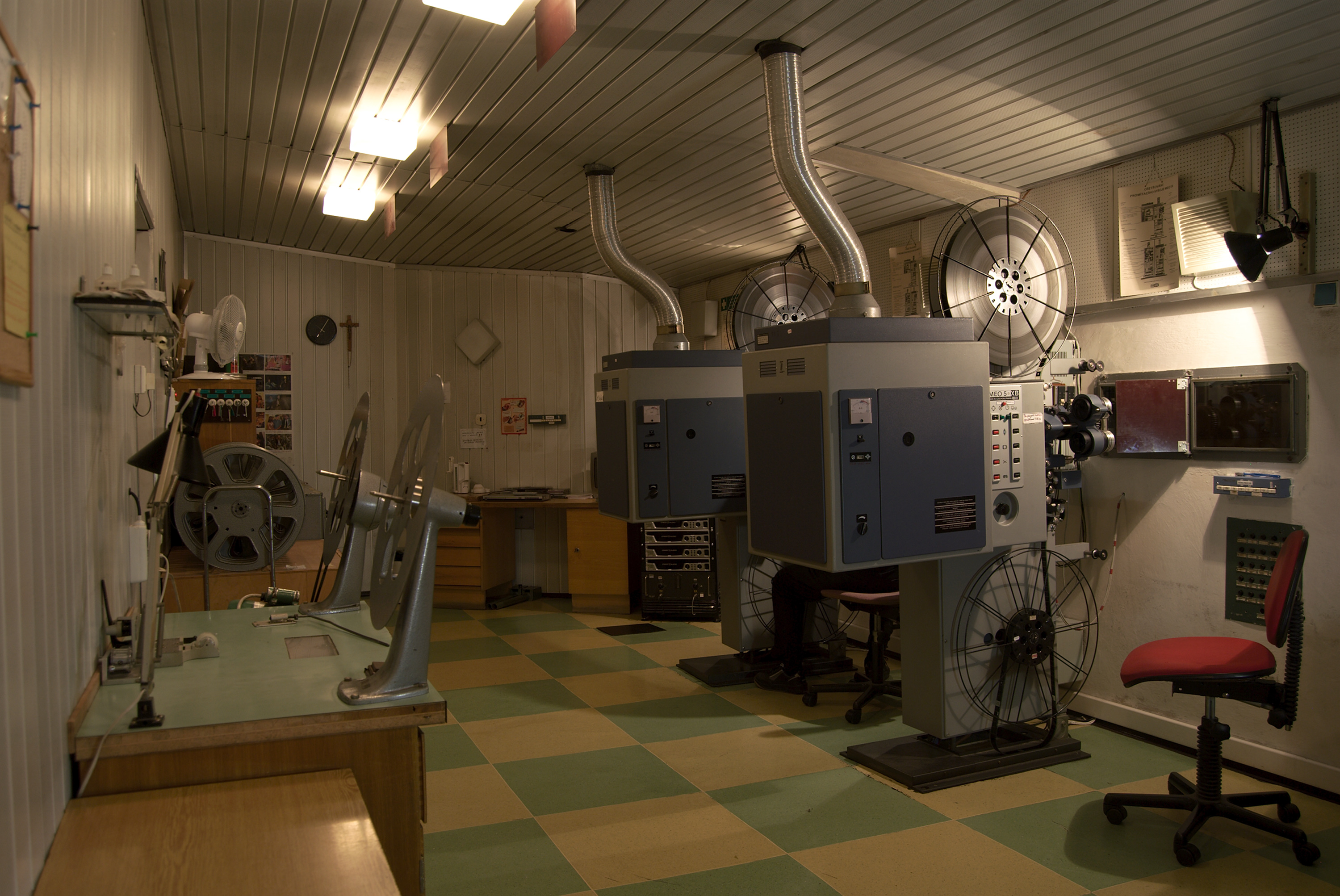
Promítárna kina v roce 2011 s tandemem projektorů Meo 5-XB

V roce 1957, kdy bylo kino přestavěno pro širokoúhlé promítání systémem Cinemascope, došlo k odbourání bočních křídel balkonu, výměně sedadel a jejich novému uspořádání pro 550 míst v přízemí a 200 na balkoně. Byly zrušeny i točité schody a promítárna, která byla nově přemístěna do druhého suterénu s vchodem vedle vstupu do sálu. Pokladna v horním foyer byla rozdělena na dvě.
Další přestavba s generální opravou v letech 1971–1973 podle projektu architekta Jaroslava Šmídka přinesla kinu možnost panoramatické projekce ze 70mm filmového pásu. V promítárně byly instalovány dva projekční stroje typu UM 70/35 a jeden ME 9. Plastický zvuk měla zajistit šestikanálová zesilovací souprava. Z kuřáckého salonku se stal bar, pokladny byly přemístěny naproti vchodovému schodišti a místo nich byla zřízena kancelář. V hledišti byla opět vyměněna sedadla a novým uspořádáním poklesla kapacita na 328 v přízemí a 145 na balkoně, celkem tedy 473 míst. Tehdejší Moskva se tak stala nejlépe vybaveným kinem v Brně.
K dosud poslední adaptaci došlo v roce 2013, když bylo kino nově vybaveno digitální technikou k projekci v rozlišení 4K a ve zvukovém formátu Dolby Digital Plus 7.1.

## Fotogalerie

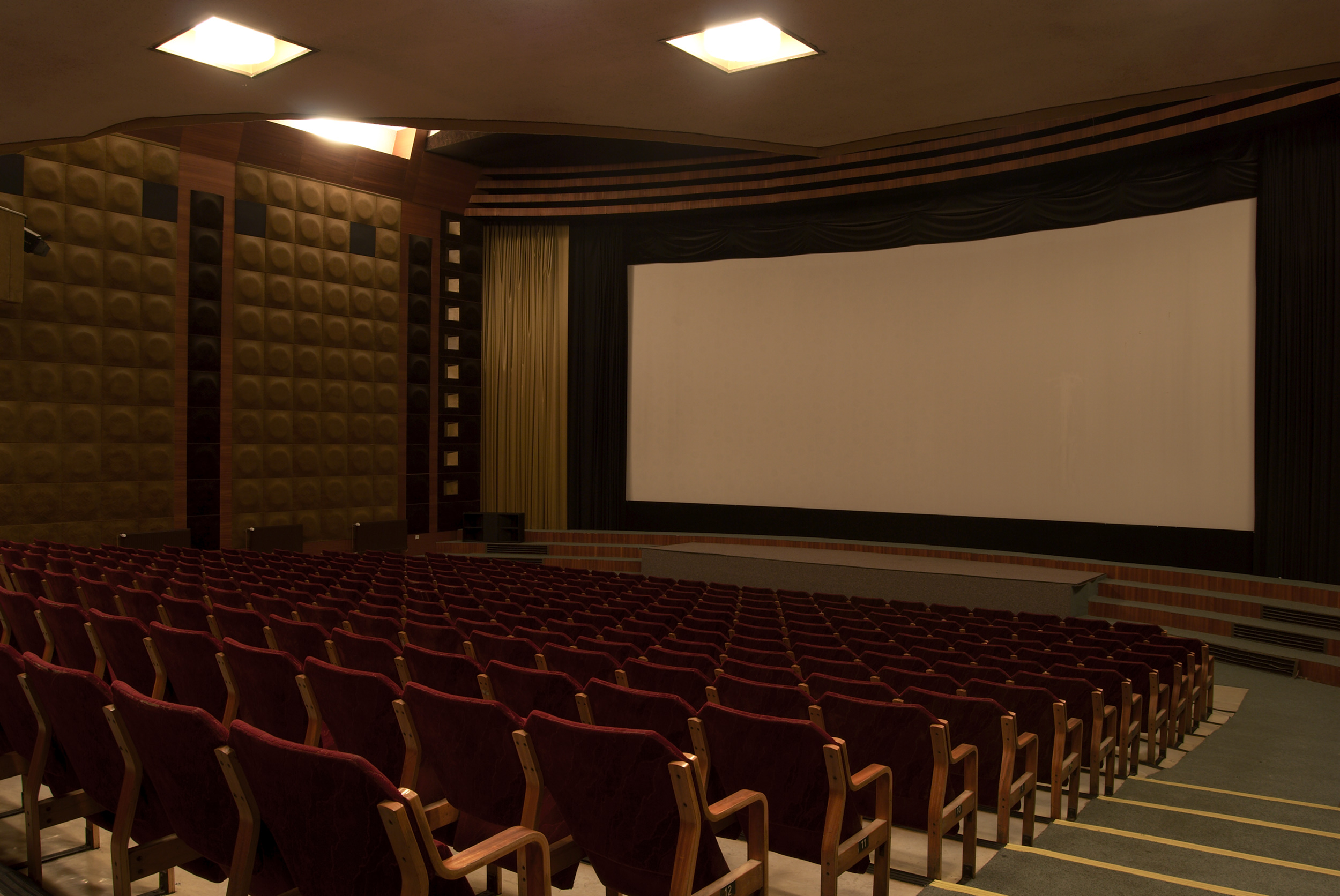
Kino Scala – pohled směrem k plátnu
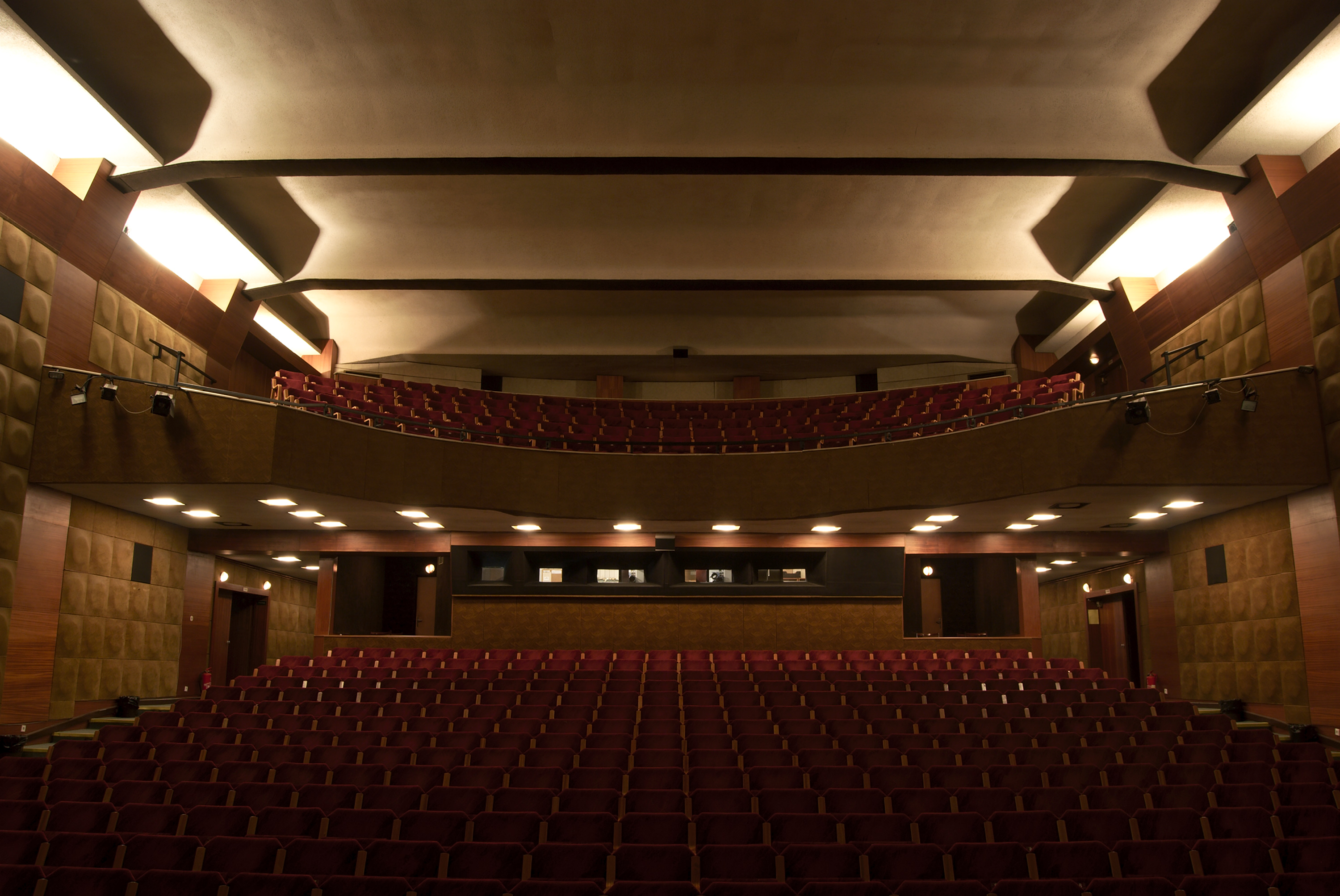
Kino Scala – pohled od plátna k hledišti